# Bahus-Soubiran
 Bahus-Soubiran  es una población y comuna francesa, situada en la región de Aquitania, departamento de Landas, en el distrito de Mont-de-Marsan y cantón de Aire-sur-l'Adour.

## Demografía
| 351 | 388 | 365 | 327 | 326 | 303 |
| Para los censos de 1962 a 1999 la población legal corresponde a la población sin duplicidades (Fuente: INSEE [Consultar]) |     |     |     |     |     |